# Fiskidalsháls
Fiskidalsháls är en kulle i republiken Island. Den ligger i regionen Austurland, 300 km öster om huvudstaden Reykjavík. Toppen på Fiskidalsháls är 622 meter över havet.
Trakten runt Fiskidalsháls är nära nog obefolkad, med mindre än två invånare per kvadratkilometer. Det finns inga samhällen i närheten. Trakten runt Fiskidalsháls består i huvudsak av gräsmarker.